# Víctor Díaz López
Víctor Manuel Díaz López (Tocopilla, Chile, 10 de noviembre de 1919-detenido desaparecido, mayo de 1976) era obrero gráfico, ex Dirigente Nacional de la CUT, Central Única de Trabajadores de Chile, fue Subsecretario General del Partido Comunista de Chile, y detenido desaparecido durante la dictadura militar. Tenía 56 años al momento de su detención, era casado, tenía cuatro hijos el primero antes de su matrimonio nació en Tocopilla.

## Biografía
Su padre era minero y su madre, lavandera. Víctor era el cuarto de cinco hijos. Empezó a trabajar desde muy niño. Desde pequeño ayudaba a su madre, entregando en las casas de los clientes los bultos de la ropa recién lavada. Trabajó vendiendo diarios por las calles de Tocopilla. A los 18 años bajó al pique en la mina de cobre La Despreciada y comenzó a trabajar como minero.
En abril de 1940 ingresó al Partido Comunista de Chile. En 1948 llevaba apenas un mes de casado con Selenisa Caro, cuando fue detenido y relegado a Pisagua. Era "el tiempo de la infamia", años de la represión anticomunista. De Pisagua lo llevaron a Cosapilla, luego a Putre. Lo llevaron algo después a Copiapó, desde donde se fugó. Escapó a Santiago, donde se reunió de nuevo con Selenisa y los hijos, rehízo su hogar y se dedicó a cumplir las más diversas tareas como militante clandestino. En los años 50 comenzó a trabajar en la imprenta Horizonte, como obrero gráfico. En esta imprenta se publicaba el diario “El Siglo” que era del Partido Comunista de Chile, en agosto de 1971, fue elegido por el Comité central subsecretario general del Partido Comunista. En el año 1973 era parte de la directiva de la CUT.

## Detención
Víctor Manuel Díaz era dirigente sindical y militante del Partido Comunista, por lo que luego del golpe militar fue buscado por las nuevas autoridades para ser detenido. Por esta razón dejó su hogar para pasar a la clandestinidad. Durante meses vivió escondiéndose, hasta que los agentes de la DINA dieron con su paradero.
A las 02:00 de la madrugada del 12 de mayo de 1976 agentes de la Dirección de Inteligencia Nacional, DINA, lo detuvieron en un domicilio en calle Bello Horizonte N°979, de la Comuna de Las Condes en Santiago. Agentes de la DINA, allanaron el inmueble, cuando encontraron a Victor Diaz, los agentes señalaron: "¡Chino Díaz!, al fin te pillamos comunista!. Este estaba tendido en suelo de su pieza, atado con los brazos a su espalda, era interrogado por dos agentes. Cada pregunta iba acompañada de un golpe de puño o puntapié en la cara o el cuerpo. Le preguntaban cuánto tiempo había estado en la casa, de dónde llegó, dónde tenía escondido los papeles y documentos, dónde guardaba la plata, también le preguntaban por otros dirigentes del Partido Comunista. Al no recibir respuesta, los agentes lo golpeaban cada vez con mayor violencia. Los golpes le hacían imposible hablar a Víctor Díaz.
Víctor Díaz fue llevado a Villa Grimaldi, en ese recinto fue visto por un detenido que recuerda que le dieron el abrigo de un detenido para dárselo a Víctor Díaz dado que los agentes le dijeron que andaba con muy poca ropa. El 12 de mayo de 1976 fue detenida Eliana Espinoza Fernández, también dirigente del Partido Comunista. Los días anteriores habían detenido a un grupo de militantes en la “ratonera" de calle Conferencia 1587, donde fueron detenidos Mario Zamorano, Jorge Muñoz, Jaime Donato y Uldarico Donaire. Todos se encuentran desaparecidos luego de ser detenidos por la DINA y llevados a Villa Grimaldi. Un ex detenido en Villa Grimaldi señaló que Marta Ugarte, le comentó que había sido careada con Víctor Díaz, el que era tratado duramente por los agentes de la DINA, por lo que estaba muy mal.
El 6 de octubre de 1976 llegaron hasta la casa de la familia Diaz dos agentes de la DINA. Estos le entregaron a la señora Selenisa Caro un sobre y le pidieron que leyera la carta que contenía. Pudo reconocer la letra de su marido. La carta estaba dirigida a ella y le enviaba saludos para ella y sus tres hijos, le manifestaba que quería saber de ellos, le pedía que "todo trámite que tu hagas en cuanto a mi persona se refiere, te ruego no seguir". Terminaba la carta diciendo: "Me despido con todo cariño y el amor de tu esposo y el padre. Para ti Selita querida, para Toyi, Viviana y el Totín, muchos besos de..." firmado por Víctor Díaz. Los sujetos le pidieron que dejara de hacer gestiones, porque eso “molestaba mucho” y dañaba la seguridad de su marido. Además le informaron que él estaba bien de salud, que se encontraba detenido en un “lugar que no le podían indicar”.
Investigaciones realizadas por la justicia, han podido descubrir que la detención de la cúpula del Partido Comunista fue realizado por la Brigada Lautaro (DINA), donde los detenidos permanecieron en un recinto ubicado en calle Simón Bolívar 8800, de ese recinto nadie sobrevivió para relatar lo sucedido. Luego los cuerpos eran envueltos con sacos paperos, les amarraron con alambre un trozo de riel al cuerpo, volvieron a ponerlos en sacos que ataron con más alambre. Eran transportados en camionetas hasta un lugar donde esperaba el helicóptero. Estos despegaban hacia la costa de la V Región y se internaban mar adentro para soltar su carga.

## Búsqueda
Luego de conocer de la detención de Víctor Díaz, su cónyuge Selenisa Caro, presentó un Recurso de Amparo en su favor ante la Corte de Apelaciones de Santiago, el 14 de mayo de 1976, rol Nº405-76. El Tribunal decretó una serie de diligencias, pero no se recibió respuesta de ningún organismo de los consultados. Recién el 4 de junio de 1976 se recibió un Oficio del Ministerio del Interior en el que informaba que el afectado no se encuentra detenido por orden de dicho Ministerio. Con el mérito de esa información, la Corte rechazó el amparo el 19 de junio de 1976, resolución que fue apelada. El 24 de junio la Corte Suprema confirmó la resolución apelada. La Corte de Apelaciones ordenó remitir los antecedentes al 1° Juzgado del Crimen de San Miguel. El 19 de agosto de 1976, Selenisa Caro presentó un segundo Recurso de Amparo fundado en nuevos antecedentes el que fue ingresado con el rol Nº780?76. En el escrito de presentación se señalan, entre otros hechos, dos declaraciones de la División de Comunicación Social de la Junta Militar, DINACOS, del 14 y 17 de julio de ese año. En ellas se informó que los Servicios de Seguridad realizaron operativos en contra de “casas buzón” del Partido Comunista, en los que detuvieron a militantes de ese partido. El Ministro del Interior mencionado informó que el amparado no se encontraba detenido por orden de su repartición. Esta información fue suficiente para que la Corte de Apelaciones declarara sin lugar el recurso, ordenando remitir los antecedentes al 1° Juzgado del Crimen de San Miguel.
El 28 de febrero de 1977 con nuevos antecedentes se presentó un tercer Recurso de Amparo con el rol Nº78?76. Entre otros documentos acompañó una declaración jurada de un testigo de la detención del afectado, una carta de Víctor Díaz a su esposa fechada el 6 de octubre de 1976, escrita de su puño y letra. El 25 de marzo de 1977, el ministro del Interior informó que no se encontraba detenido Víctor Díaz López. A pesar de los antecedentes presentados sobre la base de lo informado por el ministro del Interior la Corte rechazó el amparo el 21 de junio de 1977. El 29 del mismo mes la Corte Suprema confirmó la resolución que había sido apelada por los recurrentes. Todas las órdenes de investigar de la Corte al Primer Juzgado del Crimen de San Miguel fueron acumuladas por incompetencia a la causa rol Nº94.362 del 6° Juzgado del Crimen de Santiago, donde se presentó una denuncia por secuestro de Víctor Díaz López, la que ingresó con el rol Nº94.362 el 22 de julio de 1976. El 4 de agosto el Juez del 1°Juzgado del Crimen de San Miguel se declaró incompetente para conocer la causa, envió los antecedentes al 6° Juzgado del Crimen de Santiago. Se recibieron los antecedentes ingresados con el rol Nº94.470. El 7 de septiembre la esposa del afectado solicitó al Juez que se constituyera en el recinto de la DINA conocido como "Villa Grimaldi", ya que dijo contar con información de que su cónyuge estaría detenido en dicho lugar. El juez no dio lugar a la diligencia. El 13 de octubre de 1976 se declaró cerrado el sumario y, dado "que de los antecedentes del proceso no resulta completamente justificada la perpetración de un delito en los hechos materia de esta investigación" se sobreseyó temporalmente la causa. Esa resolución fue confirmada por la Corte de Apelaciones el 13 de diciembre de 1976.
A mediados del año 1977 ingresó a la Corte de Apelaciones de Santiago el Recurso de Amparo rol 107-77, interpuesto en favor de Víctor Díaz por diversas Organizaciones Internacionales de Juristas. El 26 de junio de 1977 se presentó un Recurso de Amparo en favor de Víctor Díaz interpuesto por el Cardenal Primado de Francia y Arzobispo de París; por el Arzobispo de Reims; el Secretario General del Partido Socialista francés y senador de la República, François Mitterrand; por el presidente de la Universidad de París; el presidente de la Universidad de La Sorbonne y patrocinado por el presidente de la Orden de Abogados de Francia Louis Pettitit, el que no fue acogido por la Corte de Apelaciones de Santiago. A pesar de las peticiones expresas formalizadas en los distintos Recursos de Amparo en favor de Víctor Díaz, el Tribunal jamás se constituyó en el lugar donde se produjo su detención, como tampoco en Villa Grimaldi, donde se indicó que permanecía recluido en poder de la DINA.
El 20 de septiembre de 1977, Selenisa Caro presentó en el 6° Juzgado del Crimen de Santiago una querella criminal por secuestro y detención ilegal de su cónyuge Víctor Díaz López, en contra del Jefe de la DINA, General (R) Manuel Contreras, ya que los agentes durante la detención del afectado pidieron hablar con "un tal Contreras" al que luego llamaban "Jefecito". El juez, no obstante acoger a tramitación la querella, no dio lugar a ninguna de las varias diligencias solicitadas, se decretar el desarchivo de la causa 94.362 y rolar la querella con el Nº97.410, ordenó su acumulación y archivo de los autos. El 3 de octubre se presentó un recurso de reposición con apelación en subsidio, por la parte querellante, el que no fue aceptado por el magistrado, ordenando elevar los autos a la Corte de Apelaciones. Sin cumplir las diligencias decretadas, el 27 de abril de 1978 se aplicó la "Ley de Amnistía" Decreto Ley Nº2191, por lo que se sobreseyó definitivamente la causa. Sin embargo, el 19 de julio de 1978, la Corte de Apelaciones revocó la resolución por no estar cumplidos los objetivos que motivaron el sumario. La causa fue repuesta al estado de sumario. El juez declaró cerrado el sumario el 3 de noviembre de 1978 y el 13 del mismo mes sobreseyó temporalmente la causa, "por no estar plenamente justificada la perpetración de algún delito". Nuevamente, la Corte de Apelaciones estimó que no se encontraba agotada la investigación, como tampoco terminadas una serie de diligencias ordenadas, por lo tanto repuso la causa al estado de sumario y revocó el sobreseimiento.
Luego de haber vuelto el proceso al 6° Juzgado del Crimen de Santiago, el 17 de mayo de 1979 el conocimiento del mismo pasó al Ministro en Visita señor Servando Jordán López, el que decretó una serie de diligencias. El 25 de abril el ministro Servando Jordán tuvo a la vista el proceso rol N°553?78 de la 2° Fiscalía Militar de Santiago, instruido contra el General (R) Manuel Contreras Sepúlveda y otros. El 28 de abril el ministro se declaró incompetente y resolvía remitir los antecedentes de la causa a la 2° Fiscalía Militar. Aunque la resolución fue apelada, la Corte de Apelaciones confirmó el fallo del Ministro Jordán. Por su parte la Justicia Militar aceptó la competencia para conocer la causa y la acumuló a la causa rol Nº553?78 de la 2° Fiscalía Militar de Santiago. La mencionada querella había sido presentada el 1° de agosto de 1978 por familiares de 70 desaparecidos, entre los que se contaban los de Víctor Díaz López, ante el 10° Juzgado del Crimen de Santiago, por el delito de secuestro agravado en contra del General (R) Manuel Contreras Sepúlveda, del Coronel de Ejército Marcelo Luis Moren Brito y del Teniente Coronel de Ejército Rolf Gonzalo Wenderoth Pozo. Al Tribunal se entregaron además las identidades de otros agentes de la Dirección de Inteligencia Nacional, los antecedentes de recintos secretos de detención del mencionado organismo y otros datos relativos a su estructura y medios con que contaba la DINA. Sin realizar ninguna diligencia, el 10 de agosto de ese año la Jueza del 10° Juzgado se declaró incompetente y remitió los antecedentes a la Justicia Militar.
La causa se radicó en la 2° Fiscalía Militar de Santiago, rol N° 553-78. En 1983, el Tribunal tuvo a la vista los cuatro cuadernos de instalación de la Visita Extraordinaria por casos de detenidos desaparecidos de la Región Metropolitana, que sustanció el ministro Servando Jordán, en ellos se contenía importante información respecto al actuar de la DINA y a la responsabilidad de ese organismo de seguridad en cientos de detenidos desaparecidos. Pero, el 20 de noviembre de 1989, el fiscal general militar, solicitó para esta causa la aplicación del Decreto Ley de Amnistía 2.191, porque el proceso había tenido como finalidad exclusiva la investigación de presuntos delitos ocurridos durante el período comprendido entre el 11 de septiembre de 1973 y el 10 de marzo de 1978. Además durante los 10 años de tramitación, no se había logrado "determinar responsabilidad de persona alguna". El 30 de noviembre de 1989, la solicitud fue acogida por el 2° Juzgado Militar, el que sobreseyó total y definitivamente la causa, la que aún se encontraba en etapa de sumario, por "encontrarse extinguida la responsabilidad penal de las personas presuntamente inculpadas en los hechos denunciados". Las partes querellantes apelaron de dicha resolución a la Corte Marcial, la que confirmó el fallo en enero de 1992.

### Informe Rettig
La familia de Víctor Díaz López presentaron su testimonio ante la Comisión Rettig, Comisión de Verdad que tuvo la misión de calificar casos de detenidos desaparecidos y ejecutados durante la dictadura. Sobre el caso de Víctor Díaz López, el Informe Rettig señaló que:

“En la madrugada del 12 de mayo de 1976 fue detenido por varios agentes de la DINA, el Subsecretario General del PC Víctor Manuel DIAZ LOPEZ, quien fue trasladado a Villa Grimaldi, lugar en el que permaneció recluido en el sector denominado La Torre.  Al momento de su detención, Víctor Díaz portaba una cédula de identidad con el nombre de José Santos Garrido Retamal. Requerido por el tribunal, el Ministerio del Interior informó que efectivamente el ciudadano Garrido había sido detenido por Decreto Exento N° 2052 de fecha 12 de mayo de 1976, pero que había sido puesto en libertad por D.E. N° 2054 de fecha 13 de mayo de 1976.  Sin embargo, llamada a  declarar una hermana del verdadero José Garrido, informó al tribunal que su hermano no había sido detenido y que ninguno de los hechos que le expuso el tribunal se relacionaban con él. Víctor Díaz se encuentra desaparecido hasta la fecha. 
La Comisión está convencida de que su desaparición fue obra de agentes del Estado, quienes violaron así sus derechos humanos”.

### Proceso judicial en democracia
Luego de la detención de Pinochet en Londres, junto con la interposición de las querellas contra Pinochet se activaron los juicios de derechos humanos. El caso de Víctor Díaz fue investigado por el ministro en Visita Víctor Montiglio, quien agrupó la represión que se realizó en el año 1976 contra la cúpula del partido Comunista de Chile en el llamado Caso Calle Conferencia.
El ministro realizando la investigación contó con la captura y ubicación del exagente Jorgelino Vergara Bravo, llamado ” el mocito”, quien llegó siendo muy joven a trabajar con Manuel Contreras quién fue el testigo que reveló la represión ejercida por la DINA contra la cúpula del Partido Comunista. Jorgelino Vergara fue destinado al cuartel secreto de calle Simón Bolívar. Vergara recordó ante el juez Montiglio su permanencia en el cuartel. Dio detalles, nombres, descripción de lugares, fechas, reconoció a víctimas en fotografías. La mayoría de lo que dijo coincidió con lo que ya se sabía o empezó a ser reconocido por otros agentes. Se abrió el secreto mejor guardado por la dictadura, Simón Bolívar 8800 fue el cuartel de la Dina de donde ninguno de los prisioneros salió vivo. Un campo de exterminio total y absoluto. La investigación del Ministro pudo comprobar que Víctor Díaz, murió asfixiado con una bolsa plástica. Su cuerpo, como el de todos los demás detenidos, fue envuelto en plástico y metido luego en un par de sacos paperos. Amarrado a un trozo de riel, para que no flotara, un helicóptero llevó su cadáver hasta alta mar donde fue lanzado.
En septiembre del año 2009, luego de realizar una exhaustiva investigación el ministro Montiglio realizó un procesamiento histórico en casos de derechos humanos, el ministro procesó a 120 agentes de la DINA por casos de derechos humanos. En el caso Calle Conferencia, la investigación judicial estableció que tanto los miembros de la primera, como la segunda dirección del Partido Comunista, fueron detenidos por integrantes de la Brigada Lautaro (DINA), comandada por el capitán de Ejército Juan Morales Salgado, y por los integrantes de dos grupos operativos liderados por Ricardo Lawrence y Germán Barriga, capitán de Carabineros y Ejército, respectivamente.
Luego del Ministro Montiglio, el caso Conferencia fue asumido por el ministro Miguel Vázquez. En agosto del 2012, el ministro dictó un nuevo procesamiento en contra del exdirector de la DINA, general (r) Manuel Contreras como autor de ocho delitos de secuestro calificado unidos al caso Calle Conferencia. El magistrado responsabilizó a Manuel Contreras de planificar y ordenar el secuestro de los militantes del Partido Comunista de Chile: Mario Zamorano Donoso, Jorge Muñoz Pouytas, Uldarico Donaire Cortés, Jaime Donato Avendaño, Elisa Escobar Zepeda, Lenin Díaz Silva, Vìctor Díaz López y Eliana Espinoza Fernández.
En el caso de Víctor Díaz, el ministro estableció que este fue detenido en el denominado “Operativo de calle Bello Horizonte”, en ese lugar: “alrededor de la 01:00 horas del 12 de mayo de 1976, agentes de la DINA allanaron el domicilio de calle Bello Horizonte N° 979, comuna de Las Condes, Santiago y detuvieron a Víctor Manuel Díaz López, secretario general del Partido Comunista de la época y luego lo condujeron al cuartel de Villa Grimaldi, permaneció en cautiverio y fue sometido a constantes interrogatorios, siendo posteriormente trasladado al recinto de la DINA Cuartel Simón Bolívar de la comuna de La Reina, Santiago, donde permaneció algunos meses con vida”.

## Memoria
Una de las hijas de Víctor Díaz, Viviana Díaz luego de la detención de su padre ha sido una activista por los derechos humanos, para saber la Verdad en el caso de su padre como de muchos de los detenidos desaparecidos. Además ha exigido justicia permanentemente en los casos de derechos humanos. Durante años fue dirigenta de la Agrupación de Familiares de Detenidos Desaparecidos, AFDD. Por esta labor de activismo en derechos humanos fue distinguida con el primer Premio Nacional de Derechos Humanos otorgado por el Consejo del Instituto de Derechos Humanos, en 2012. Su hijo menor, Victor, fue uno de los fusileros del FPMR que participó en la emboscada a Augusto Pinochet, en septiembre de 1987, actualmente vive en el exilio.